# 키테레츠 대백과의 등장인물 목록
다음은 키테레츠 대백과의 등장인물 목록이다.

## 주연 등장인물

### 키테 에이이치(일본어:木手英一, 강기태)
- - 일본 : 후지타 토시코 녹음
  - 한국 : 우정신 녹음
  - 이 만화의 주인공이자, 별명은 '발명왕'. 천재 발명가로 이 인물의 조상인 강발명이 발명한 물건들을 모아놓은 책 키테레츠 대백과를 소지하고 있다.천재지만 운동신경은 아버지의 유전으로 매우 나쁘고,성적 또한 보통이다. 그러나 자동차,냉장고,세탁기 등의 전자 기기는 매우 잘 다뤄서 집안의 물건이 고장날 확률도 높지 않게 만들 정도다.

### 코로스케(コロ助)
- - 일본 : 코야마 마미, 스기야마 카즈코 녹음
  - 한국 : 김현심 녹음
  - 키테 에이이치가 만든 로봇이며 자신이 무사라고 믿는다. 이 때문에 말투도 하오체를 쓰고,머리도 나쁜데다가 로봇이라 매일 장난만 치고 다녔지만 언제는 도움이 되기도 한다.구마다 가오루가 항상 '대파머리'라고 부른다. 그나마 스케이트는 발명왕보다 잘탄다. 철봉도 잘한다.

### 노노하나 미요코(野々花みよ子, 하초롱)
- - 일본 : (TV스페셜)야마모토 유리코, 쇼 마유미, 혼다 치에코 녹음
  - 한국 : 채의진  녹음
  - 키테 에이이치와 같은 반의 여자아이다.키테 에이이치를 가장 확실히 믿고 있으며 어른이 됐을 때 키테 에이이치와 결혼했다.

### 쿠마다 카오루(熊田 薰, 한지수)
- - 일본 : (TV스페셜, 1화 ~ 119화, 121화)오오타케 히로시, (120화, 122화 ~ 331화)타츠타 나오키 녹음
  - 한국 : 최석필 녹음
  - 별명은 '돼지고릴라'채소가게를 하는 아버지의 뒤를 이어 채소백화점을 만들겠다는 키테네 마을의 골목대장.뭐든지 채소를 생각하고,단어도 사고뭉치 인데 사고망치 라고 잘못 부르는 경우가 대다수다.

### 돈가리 고지(尖 浩二, 마마준)
- - 일본 : (TV스페셜)마나츠 류, 미츠야 유지 녹음
  - 한국 : 윤세웅(카툰네트워크), 김병현(애니원) 녹음
  - 쿠마다 가오루와 죽이 맞는 가오루의 친구로, 별명은 '삐죽이'다. 심각한 마마보이지만, 장래에 엘리트 사업가가 되는 것이 꿈이다.

## 그 외 등장인물

### 가리노 벤조(苅野 勉三, 박호구)
- - 일본 : 키모츠키 카네타 녹음
  - 한국 : 유호한(카툰네트워크), 원종준(애니원) 녹음
  - 6년 만에 대학에 합격한 20대 후반의 대학생. 키테 에이이치와 코로스케의 옆집 사는 친구이자 조언자이다. 아는 것이 매우 많다.

### 키테 미치코(木手 美智子, 허영숙)
- - 일본 : (TV스페셜)나시와 유키코, 시마모토 스미 녹음
  - 한국 : 임은정 녹음

키테의 어머니.어릴 적 운동신경도 좋았고,공부도 잘 했다. 그러나 아들인 키테에게 그 신경을 그대로 물려주지 못한다.

### 키테 에이타로(木手 英太郎, 강득수)
- - 일본 : 타나카 히데유키
  - 한국 : 최석필 녹음
  - 본판: 야라 유사쿠

키테의 아버지.어릴 때 운동신경도 좋지 않았고,학업성적도 보통이었다.그런데 그 유전을 키테가 그대로 물려받게 되어 좋지 않게 되었다.술을 많이 마시는 편으로,강도에게 소매치기 당하기도 한다.

### 키테 에이노신(木手 英之進, 강발명)
- - 일본 : 야라 유사쿠 녹음
  - 한국 : 유호한(카툰네트워크), 김종엽(애니원) 녹음

키테의 조상.흔히 '발명 할아버지'라고 부르는데,옛날 시대에 수많은 발명품을 개발하고 코로스케 설계도를 완성했지만 코로스케는 만들지 못하였다.과거 시간여행을 하는 키테 일행과 만나서 같이 모험한 적도 있다.1화에 키테 꿈에 나타나 교훈을 가르쳐 주었다.